# Phecda
Phecda (γ UMa, γ Ursae Majoris, Gama UMa) je astrometrická dvojhvězda v souhvězdí Velké medvědice. Patří do spektrální třídy A0Ve a je jednou z hvězd tvořících asterismus Velký vůz. Se svou zdánlivou hvězdnou velikostí +2,44 je šestou nejjasnější hvězdou tohoto souhvězdí a nachází se ve vzdálenosti přibližně 83 světelných let od Slunce. Tradiční jméno Phecda hvězdě schválila Mezinárodní astronomická unie (IAU) a její pracovní skupina WGSN v roce 2016 .

## Charakteristika
Phecda je hvězda hlavní posloupnosti spektrální třídy A0Ve, což znamená, že je bílou hvězdou s rychlou rotací (178 km/s). Má hmotnost přibližně 2,62násobku hmotnosti Slunce, její poloměr je asi 3,04násobek poloměru Slunce a její povrchová teplota dosahuje hodnoty kolem 9 355 K. Phecda vyzařuje 72násobek světelného výkonu Slunce.

### Pohyb a vzdálenost
Phecda je vzdálená 83 světelných let (25,5 parseků) od Slunce. Tato vzdálenost byla přesně změřena na základě paralaxy 0,039″. Stejně jako většina hvězd Velkého vozu patří Phecda do  hvězdného proudu Velké medvědice, skupiny hvězd, které vznikly přibližně ve stejné oblasti Mléčné dráhy.

### Kulturní význam
Název „Phecda“ pochází z arabského výrazu  فخذ الدب fakhth al-dubb, což znamená „stehno medvěda“ – odkazující na umístění hvězdy v asterismu Velké medvědice. Hvězda hrála důležitou roli v tradiční navigaci, protože spolu s ostatními hvězdami Velkého vozu pomáhala určit sever.

## Pozorování
Phecda je snadno viditelná na severní obloze, zejména v jarních měsících, kdy souhvězdí Velké medvědice dosahuje své nejvyšší polohy. Je jednou ze sedmi hvězd, které tvoří Velký vůz, a nachází se na vnitřním okraji „mísy“ tohoto asterismu.